# Насеље Бранко Бјеговић
Насеље Бранко Бјеговић је градско насеље у општини Црвени Крст, једној од градских општина града Ниша. Смештено је у северном делу града, између насеља Доњи Комрен и Ратко Јовић.

## Становништво
Једно је од гушће насељених градских насеља, а куће су збијеног типа.

## Образовање
У насељу се налази основна школа „Иво Андрић“, као и вртић „Панда“ недалеко од ње. Изградња ових објеката почела је 2011, а завршена је 2012. године

## Саобраћај
До насеља Бранко Бјеговић се може доћи градским превозом
- линија 9 (Мокрањчева - Насеље Бранко Бјеговић)
- линија 12 (Његошева - Доњи Комрен)

као и приградским линијама
- линија 30 (ПАС Ниш - Горњи Комрен - Хум - Рујник - Лесковик)
- линија 31 (ПАС Ниш - Горњи Комрен - Хум)

## Ко је био Бранко Бјеговић?
Бранко Бјеговић је рођен у Глини, у Хрватској, 5. априла 1920. године. Школовао се у Глини, Загребу и Бихаћу. У интернату културно-просветног друштва Срба из Босне у Бихаћу изабран је за председника литерарне секције „Скерлић“ пошто је претходно покупио низ награда за литерарно стваралштво. Играо је фудбал и трчао на дуге стазе. Због политичког деловања суђено му је 1936. и 1938. године. Права је студирао у Загребу и радио као надничар у пореској управи.
Окупација Југославије, 1941. године, затекла га је у Новом Саду, одакле је прешао у Београд, па врло брзо у Краљевачки НОП одред. После успешних борби у Краљеву, на Копаонику и у Драгачеву, заробљен је у селу Руднице и одмах пребачен у логор Црвени Крст  у Нишу. Са истомишљеницима је организовао бекство из логора, 12. фебруара 1942. године, при чему је спасено 105. живота логораша.
У Озренском одреду Бранко је имао посебну ударну десетину која је изводила борбена дејства од Церја до Малче и од Малче до Хума и Комрена. Према једном извештају Српске државне страже у Нишу, највероватније је Бранко са својом десетином упао у село Горњи Комрен, ноћу између 22. и 23. јула, и лепио плакате „Устајмо у партизане“ и „Помажимо партизане“.
Борбени задатак или урођена радозналост довела је Бранка, тајним путем између Бренице и Хума, преко Комрена, пред фабрику дувана у Нишу, где је , ујутро 8. августа 1942. године погинуо при покушају бекства.